# Devario xyrops
Devario xyrops är en fiskart som beskrevs av Fang och Kullander 2009. Devario xyrops ingår i släktet Devario och familjen karpfiskar. IUCN kategoriserar arten globalt som nära hotad. Inga underarter finns listade i Catalogue of Life.